# 亚历克斯·德夫林
亚历山大·“亚历克斯”·德夫林（英語：Alexander "Alex" Devlin，1949年12月12日—），加拿大男子篮球运动员。他曾代表加拿大获得1976年夏季奥运会男子篮球比赛第四名。他也参加了1974年世界篮球锦标赛。